# سوانی

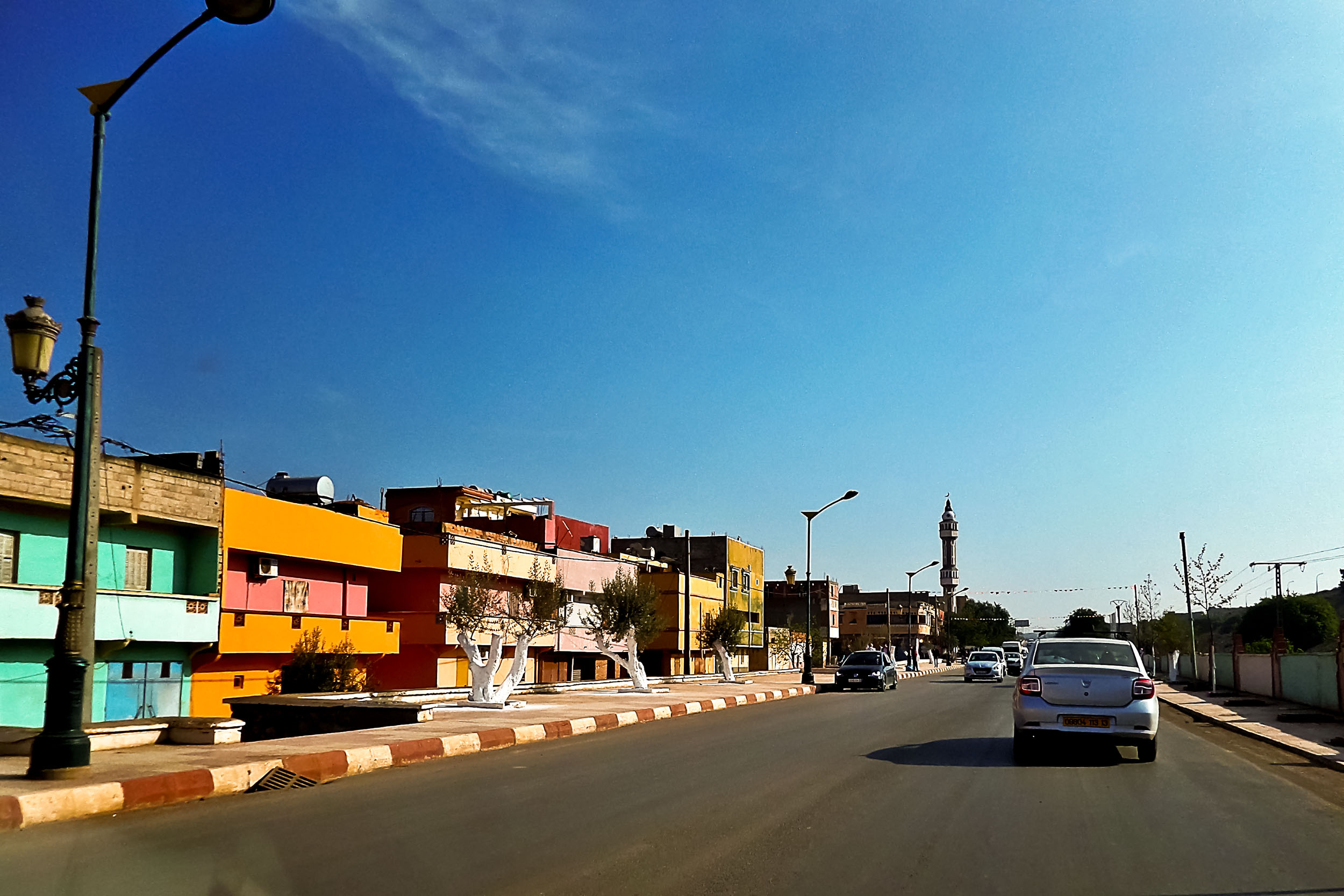
سوانی

سوانی (به عربی: السواني) یک شهرداری در الجزایر است که در استان تلمسان واقع شده‌است.